# Assamakka
Assamakka es una pequeña ciudad del desierto del Sahara en el norte de Níger, y es uno de los principales pasos fronterizos con Argelia. Es el único paso oficial entre las dos naciones. Comparte la frontera con la más grande ciudad de In Guezzam, 10 kilómetros pasando la frontera, en el lado argelino. Una ruta principal se extiende hacia el norte, por Argelia hasta Tamanrasset, a 400 kilómetros. Assamakka está conectada a la ciudad minera de Arlit, 200 km al sur, por una carretera que sigue siendo en gran medida de arena. Desde Arlit, la "carretera del uranio", una carretera asfaltada construida en la década de 1970 para los camiones mineros, se extiende hacia el sur, por Agadez y Niamey.

## Controles fronterizos
A pesar de que los militares de ambos lados de la frontera con frecuencia han cerrado este paso fronterizo al tráfico debido a la Rebelión Tuareg de las décadas de 1990 y del 2000, la zona fronteriza en esta región no tiene controles efectivos ni está siquiera marcada.

## Geografía
El área alrededor de Assamakka es pleno desierto del Sahara: las llanuras rocosas de la región de Toussasset comienzan justo al este, y salpicadas por ergs, o "mares de dunas". Al sur, la región de Azawagh se caracteriza por las llanuras secas y antiguos valles de ríos secos, formando un arco al suroeste desde las Montañas de Air.

## Población
La propia ciudad ha sido durante mucho tiempo un campamento tuareg en un estratégico pozo de agua en el desierto. La poca cantidad de población que puede encontrarse aquí, son tuaregs nómadas o seminómadas, muchos de los cuales participan en el comercio transfronterizo con las comunidades tuareg del norte y del sur, o pasan por esta zona alrededor de la breve estación de las lluvias de las llanuras del Azawagh en el extremo suroeste.
El área está dominada por poblaciones tribales tuareg, y minorías nómadas como los moros de habla Hassanía (también llamados árabes Azawagh, no debe confundirse con los árabes diffa o mahamid, también de Níger) en las regiones fronterizas del noroeste de Níger. El área de Azawagh es el centro de la federación tuareg de Iwellemeden (o "Wellemmedan", o "Aulliminden", o "Ouilliminden") del este (llamada Kel Denneg, por oposición a la occidental Kel Ataram).
La ciudad ha crecido sobre la base de haberse constituido en un punto de tránsito para los migrantes de África subsahariana hacia el Magreb. Camiones provenientes del sur dejan aquí cantidades de migrantes, que luego organizan viajes hacia la frontera. En consecuencia, la pequeña población es étnicamente diversa y fluctuante. También los migrantes ilegales deportados por Argelia al sur, son devueltos a Assmakka, a veces en grandes cantidades.

## Insurgencia tuareg
Se ha declarado que varios supuestos asesinatos de rebeldes y civiles habrían ocurrido en el área Assamakka, durante la insurgencia tuareg de 2007 contra el gobierno de Níger.